# 화백나무
화백나무 또는 화백(일본어: 花柏 사와라[*])은 일본 중부와 남부, 혼슈와 규슈가 원산지인 편백속에 속하는 상록성 교목이다.
대한민국에 도입되어 향나무, 편백나무와 더불어 원예수, 정원수로 쓰이고 있다.

## 특징
수고가 35~50m까지 자라며 근원직경은 최대 2m까지 천천히 자라는 침엽수이다. 나무 껍질 은 적갈색이고 수직으로 갈라지며 끈끈한 질감을 가지고 있다.

### 잎
잎은 방사형으로 편평하게 나열해 있다. 다 자란 잎은 근연종인 편백(Chamaecyparis obtusa., 히노키)의 잎 끝이 무딘 것과는 달리 비늘 모양이며 1.5-2 mm 정도로 길며 끝이 뾰족하다. 화백의 잎 앞면은 녹색인 반면 뒷면은 흰빛이 낀 녹색이다. 각 비늘잎의 밑부분에는 흰색 기공조선이 있는데, 십자 모양으로 어긋 나 있어 향나무와 편백을 구분할 때 쓰이는 기준점이 되기도 한다. 어린나무의 어린잎은 바늘 모양(피침형)이며 길이는 4~8 mm이고 부드러우며, 색은 녹청색을 띤 청록색이다.

### 꽃과 열매
암수한그루이다. 구화수는 4월에 열린다. 구과는 구형이며 지름이 4-8 mm이고, 6~10개의 인편이 반대 쌍으로 배열되어 있으며, 수분을 한 뒤 약 7~8개월이 지나면 가을에 열매가 성숙한다.

### 근연종
- 대만화백(Chamaecyparis formosensis. Formosan cypress): 구과가 화백보다 더 길며 각 구과의 길이는 6~10 mm이고 비늘은 10~16개이다.[2]

- Chamaecyparis eureka: 캐나다의 액슬하이버그섬 에서 발견된 화석으로 신생대 에오세에 출현했다. 화백과 매우 근연인 것으로 보고 있다.[3]

## 이름의 뜻
종명인 ‘pisifera’는 라틴어로 ’완두콩 자세‘라는 뜻으로, 구과의 푸르고 작고 둥근 모습에서 기인했다.

## 쓰임새

### 목재
일본에서는 목재용으로 식재하며 궁궐, 사찰, 신사, 목욕탕을 짓는 데에 쓰고 관을 만드는 재료로도 사용되지만 편백(C. obtusa)의 목재보다 가치가 낮은 편이다. 나무는 레몬 향이 나고 밝은 색을 띠며 나뭇결이 풍부하고 곧으며 부패에 강하다.

### 분재 관상수
또한 일본과 서유럽 및 북미 일부 지역을 포함한 온대 기후의 공원과 정원에서 인기 있는 관상수이기도 하다. 사람들은 분재 같은 왜소종, 노란색 또는 청록색 잎이 있는 형태, 어린 바늘 모양의 잎을 유지하는 형태 등 많은 수의 품종을 정원 식재용으로 수집했다. 특히 인기 있는 유엽 품종으로는 '플러모사(Plumosa)', '스쿼로사(Squarrosa)' 및 '불러바드(Boulevard)'가 있다.
다음의 것들이 영국에서 재배용으로 왕립원예협회(Royal Horticultural Society)의 정원 공로상(Award of Garden Merit)을 받았다. (2017년 확인됨)
- '불러바드(Boulevard)':[8] 8 미터 (26 ft), 청록색 잎사귀
- '필리페라 오레아(Filifera Aurea)':[9] 둥근 바늘 모양의 황금색 나뭇잎, 12 미터 (39 ft)
- '플러모사 콤프레사(Plumosa Compressa)':[10] 90 센티미터 (35 in)의 왜소 품종, 어린 식물일 때에는 부드러운 이끼 같은 잎사귀
- '선골드(Sungold)':[11] 3 미터 (9.8 ft) 짜리의 키가 크고 넓은 둥근 관목으로 바늘 모양의 라임그린색의 잎이 있다.

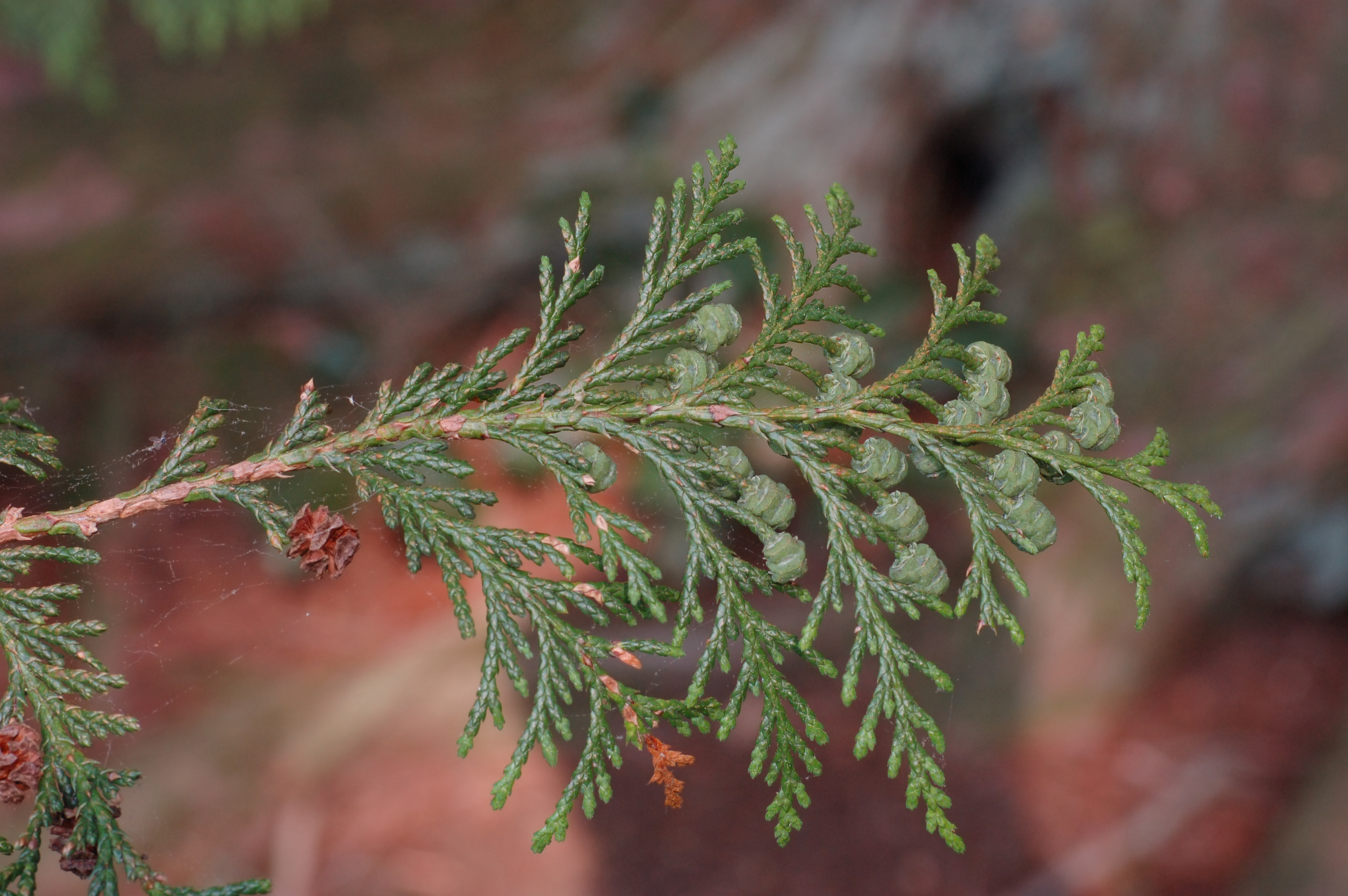
잎사귀와 구과
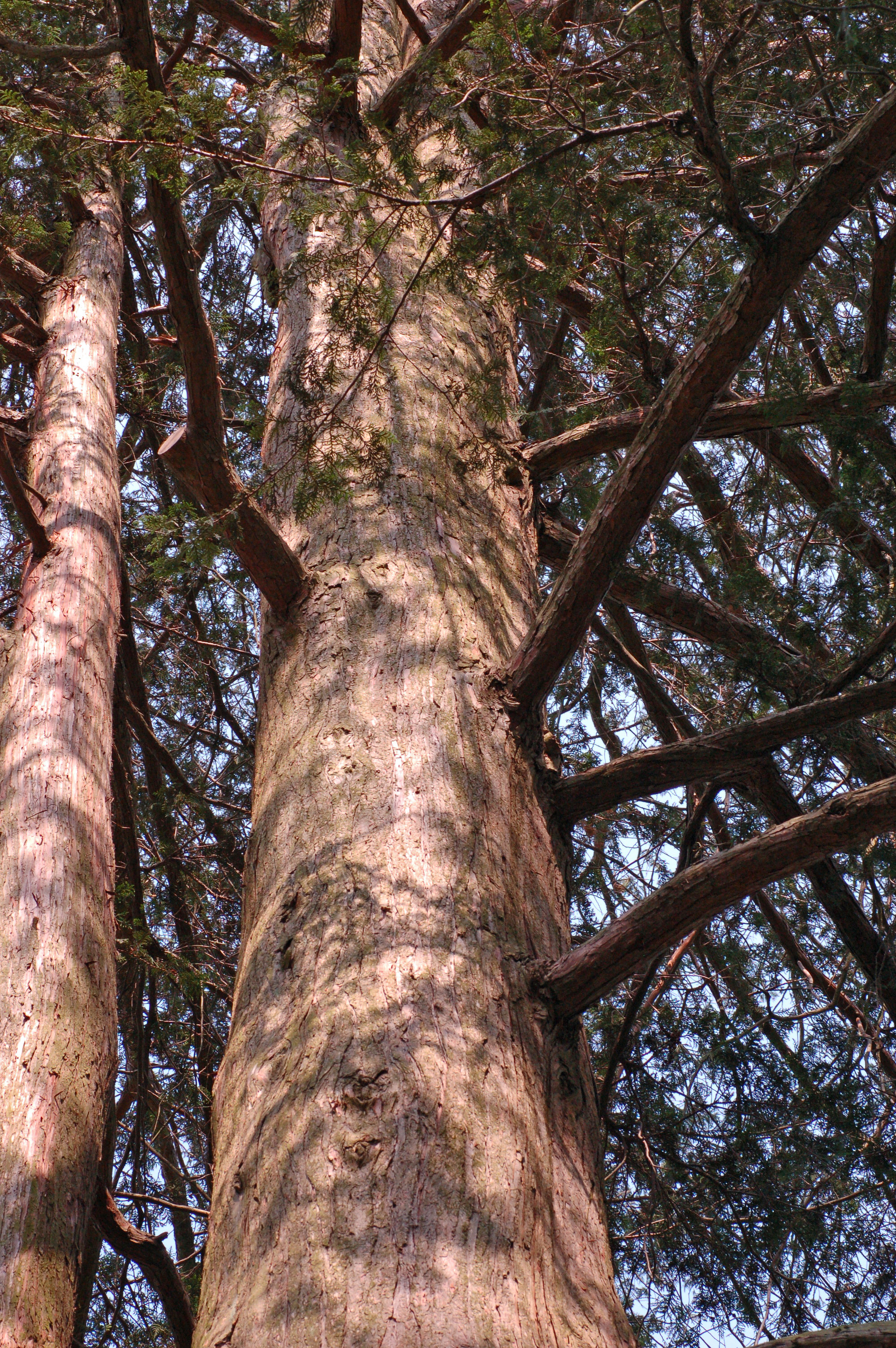
나무의 원줄기
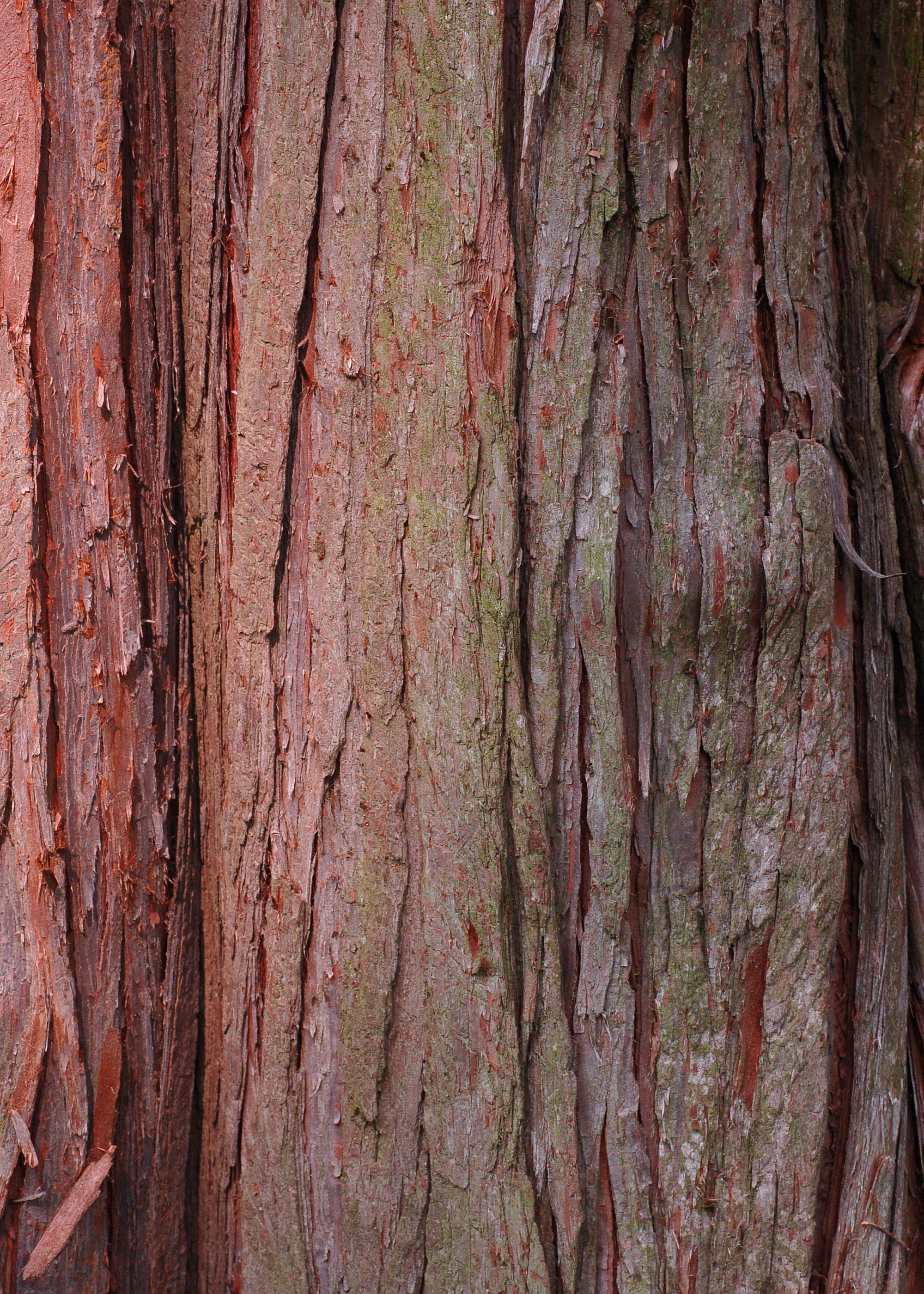
수피
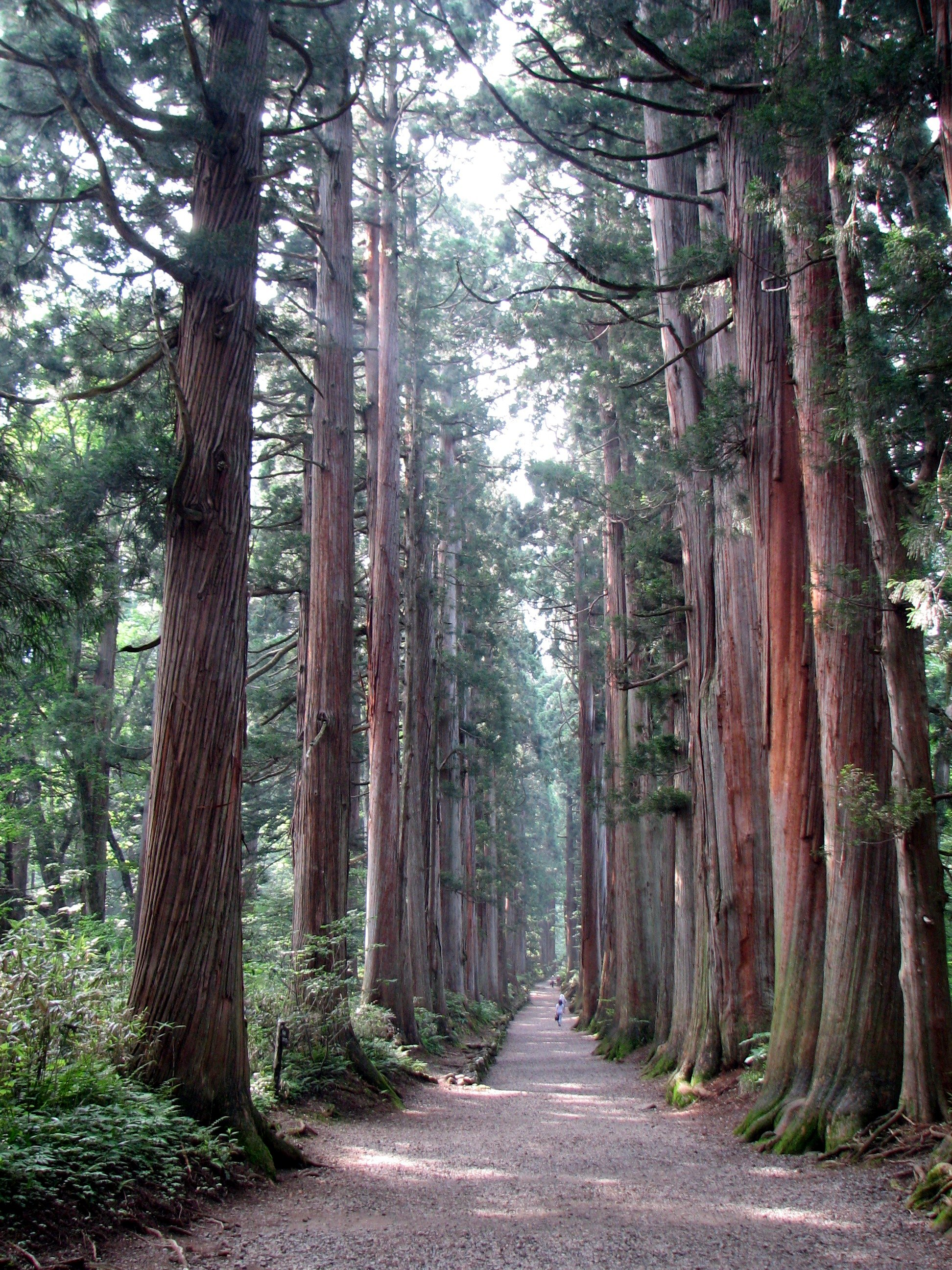
화백이 좌우로 늘어 서 있는 도가쿠시 신사로 향하는 길

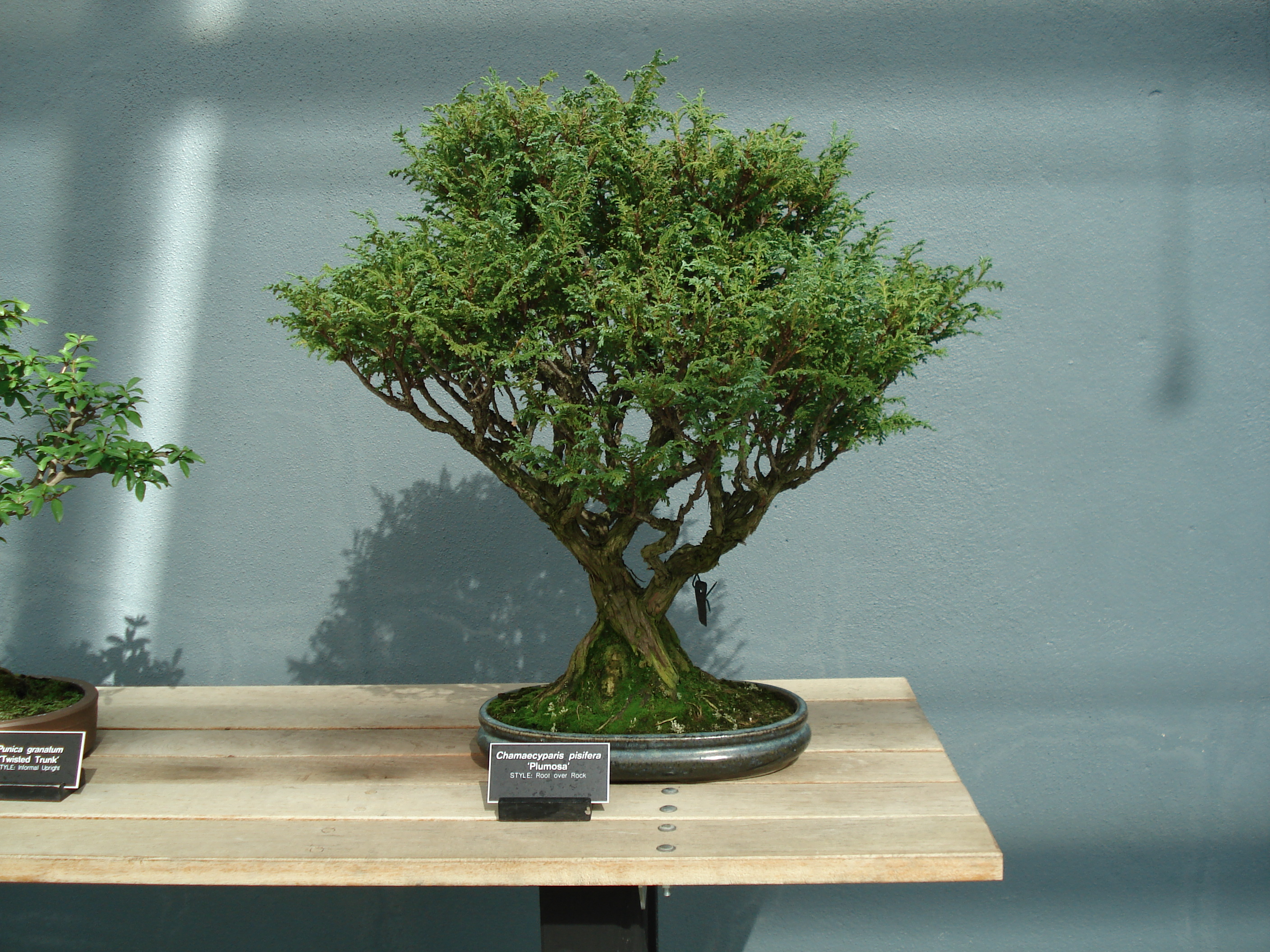
분재 예시
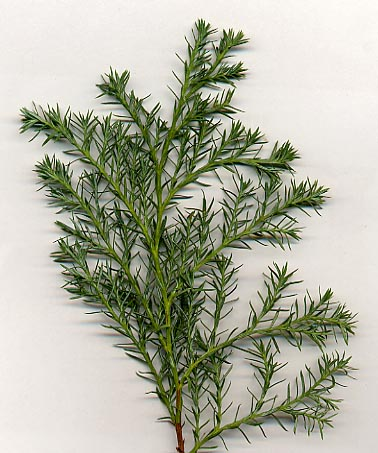
부드러운 바늘깃털 형식의 침엽으로 이루어진 '불러바드'의 어린 품종의 나뭇잎
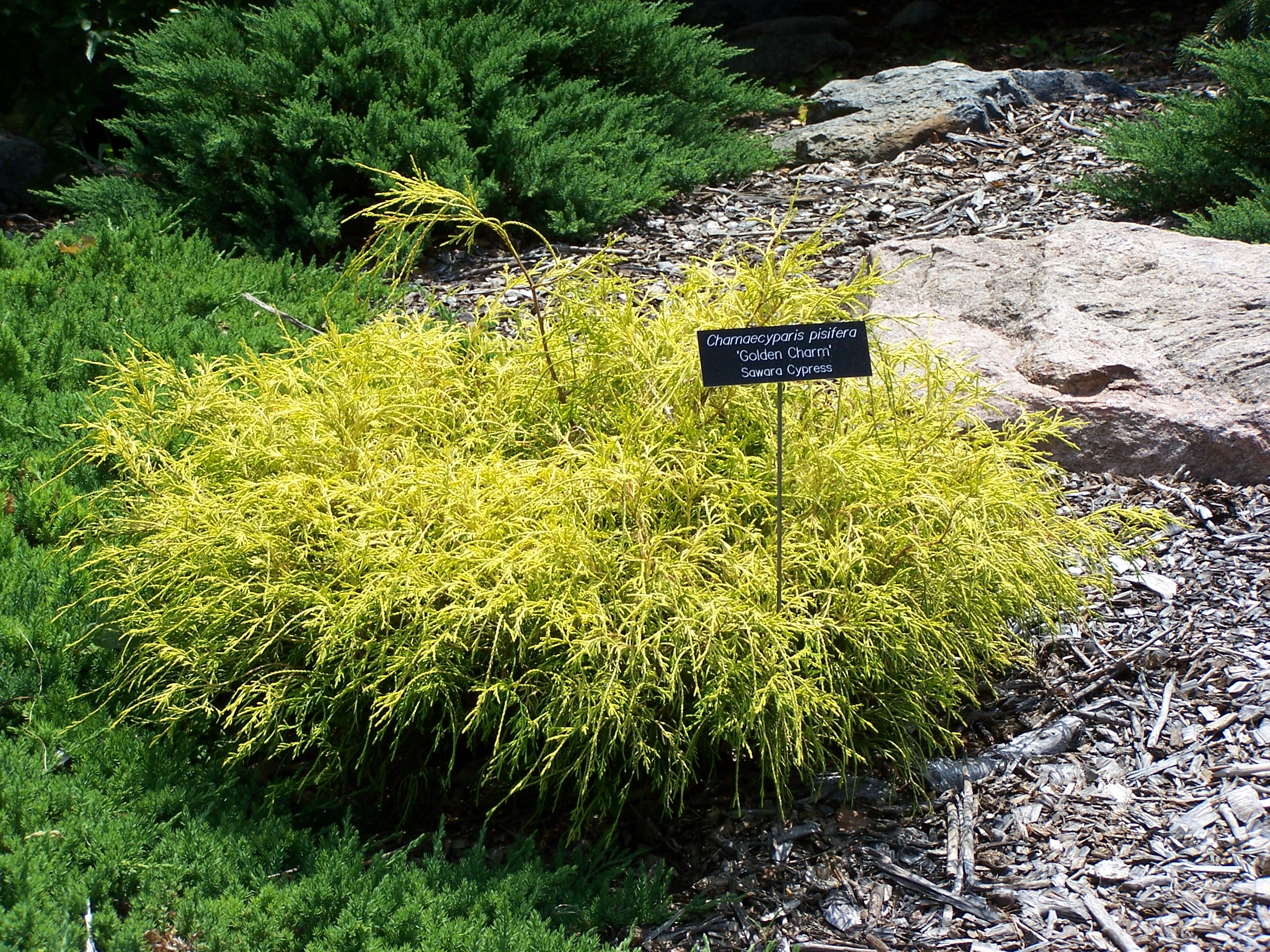
골든 참(Golden Charm) 품종
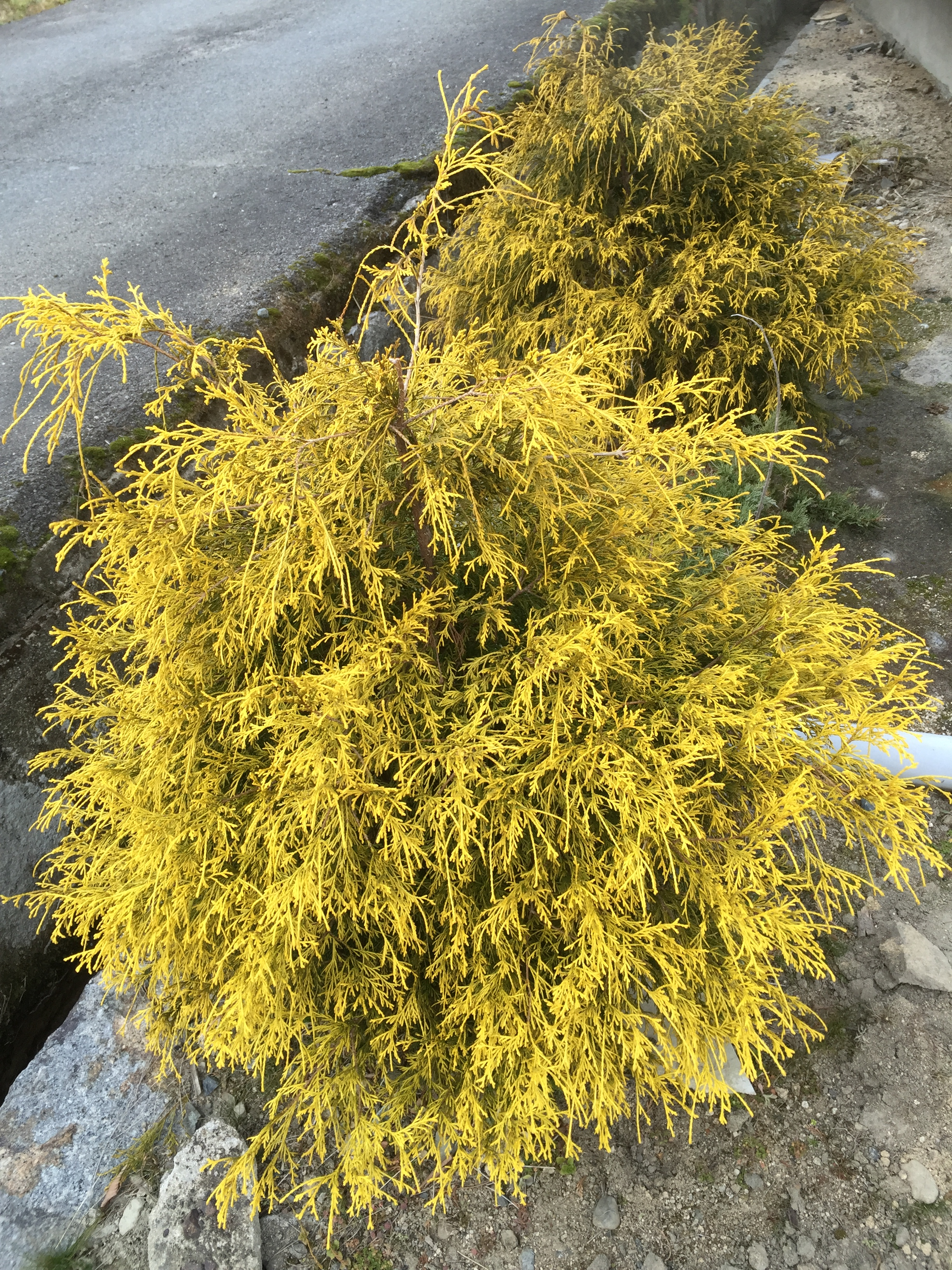
필리페라 오레아(Filifera aurea) 품종
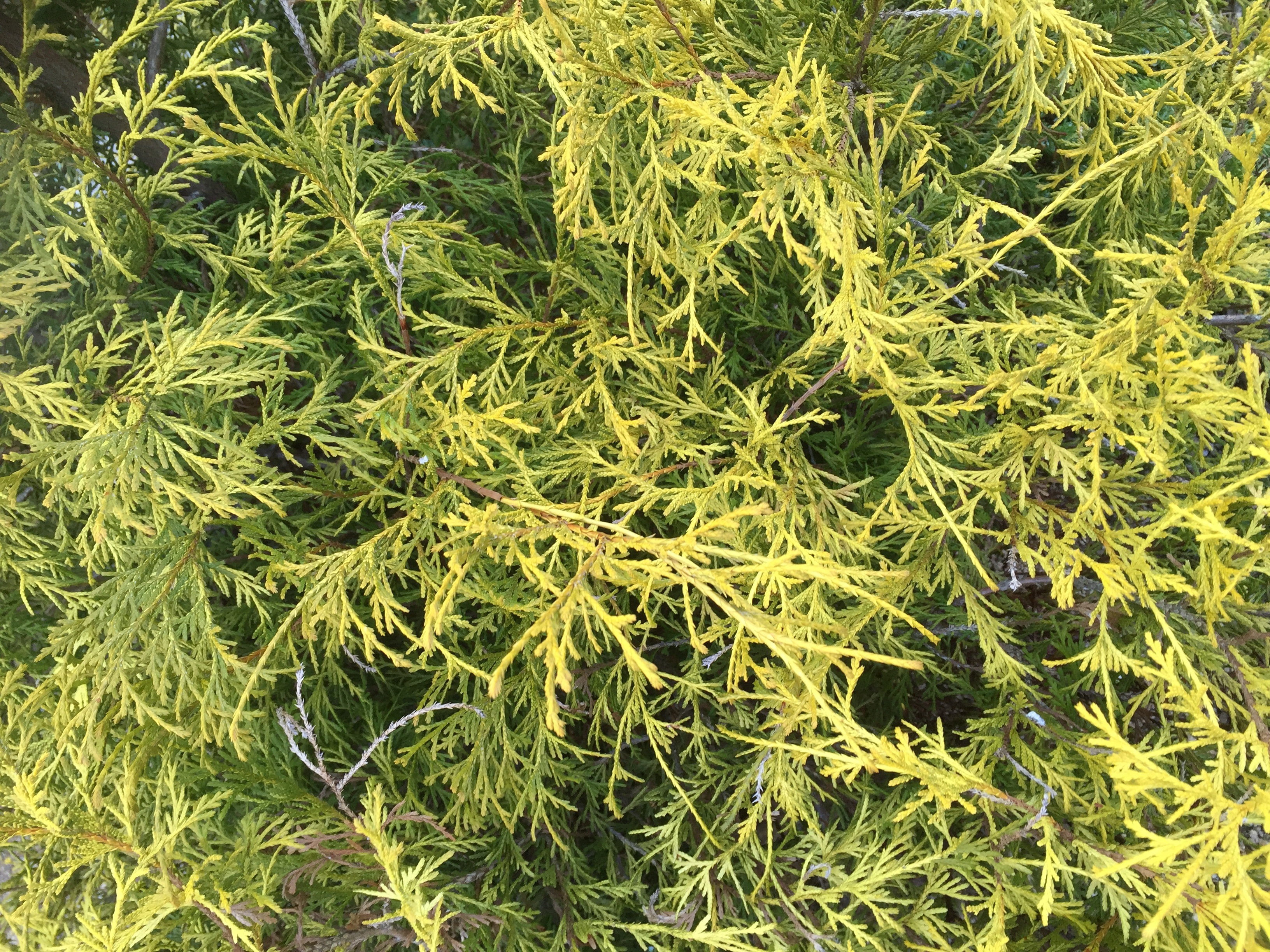
필리페라 오레아(Filifera aurea)의 잎
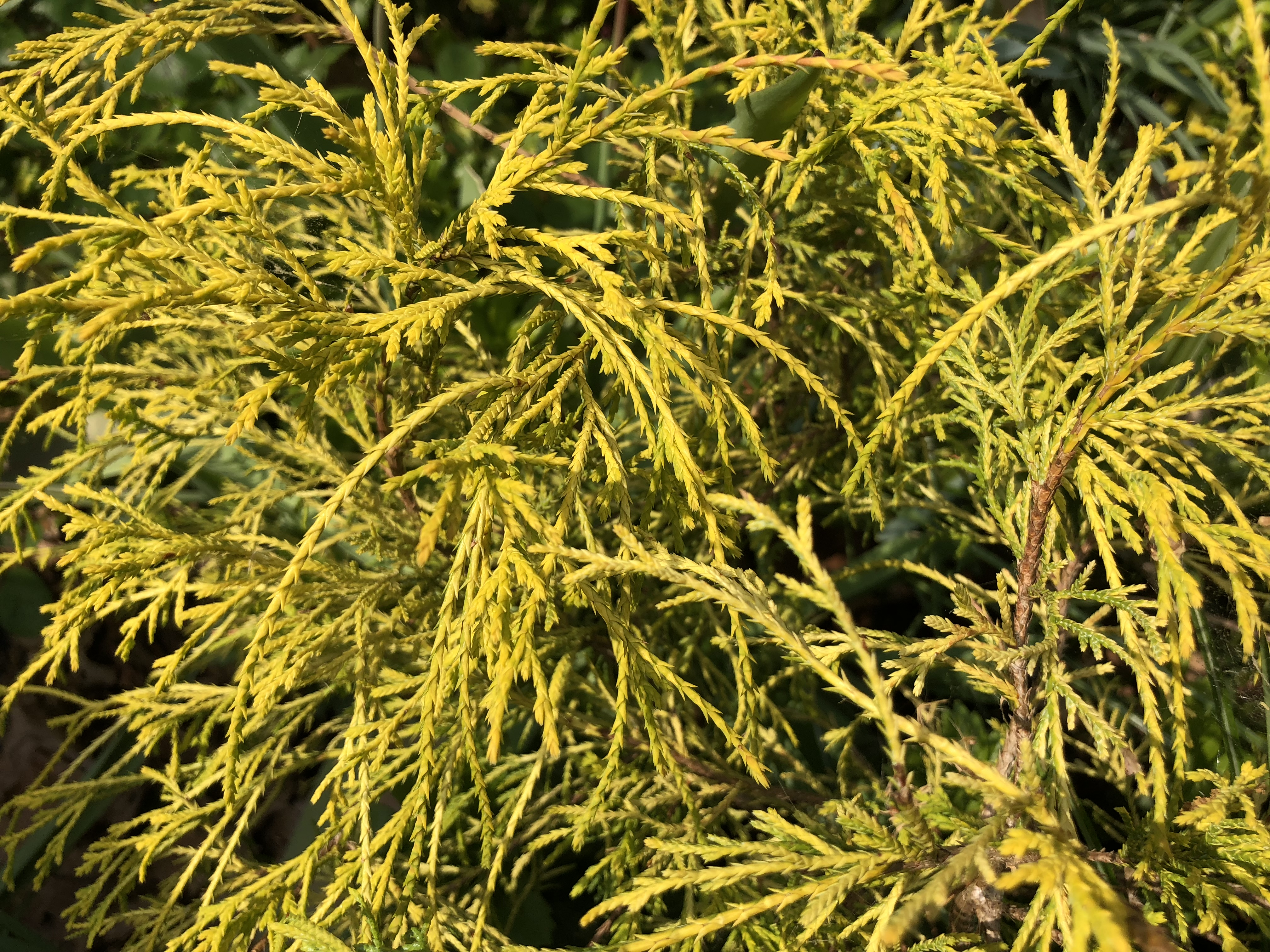
선골드(Sun Gold) 품종

## 같이 보기
- 향나무
- 편백
- 측백나무